# Scholten Mühle
De Scholten Mühle is een beltmolen uit 1849 in Rees in Duitsland.

## Kenmerken
Het is een korenmolen van steen van het type torenmolen. Op de begane grond is een ingang voor wagens met graan. De kap kan zichzelf door middel van een zelfkruimechanisme in de juiste richting draaien. De hoogte van de molen tot de top van de kap bedraagt zeventien meter. Het wiekenkruis heeft een doorsnede van ongeveer 22 meter. De doorsnede van de romp op de begane grond is zes meter. De wieken zijn propellorwieken naar een ontwerp van Kurt Bilau.

## Geschiedenis
De molen is sinds ongeveer 1870 in bezit van dezelfde familie maar wiseelde toch een paar keer van naam. Van Hermanns-Mühle naar Rosenbaum-Mühle en ten slotte Scholten-Mühle. Dat kwam doordat er een paar keer alleen een dochter was die de molen kon overnemen en deze nam dan de naam van haar echtgenoot aan.
De molen had van 1885 tot 1914 op windstille dagen assistentie van een stoomgenerator. Tussen 1914 en 1950 gebruikte men daarvoor een gasturbine.
De laatste fulltime molenaar was Johannes Scholten. Hij overleed in 1963, waarna de molen buiten gebruik werd gesteld.

## Restauratie
De restauratie van het in 1994 bij een zware storm beschadigde monument vond plaats tussen 1995 en 2001. De wieken, het kruiwerk, het balkwerk, de kap, de maaltechniek, de maalgangen en de ingangspartij werden gerenoveerd.

## Gebruik
De Scholten-molen is in privébezit en wordt als korenmolen annex bakkerij gebruikt. De molen neemt op Pinkstermaandag deel aan de jaarlijkse open-molendagen. Er wordt af en toe graan gemalen en het meel wordt tot brood gebakken in ovens van het bakhuis. De molen is in de zomermaanden op zaterdagen geopend en is ook op afspraak te bezichtigen.

## Afbeeldingen

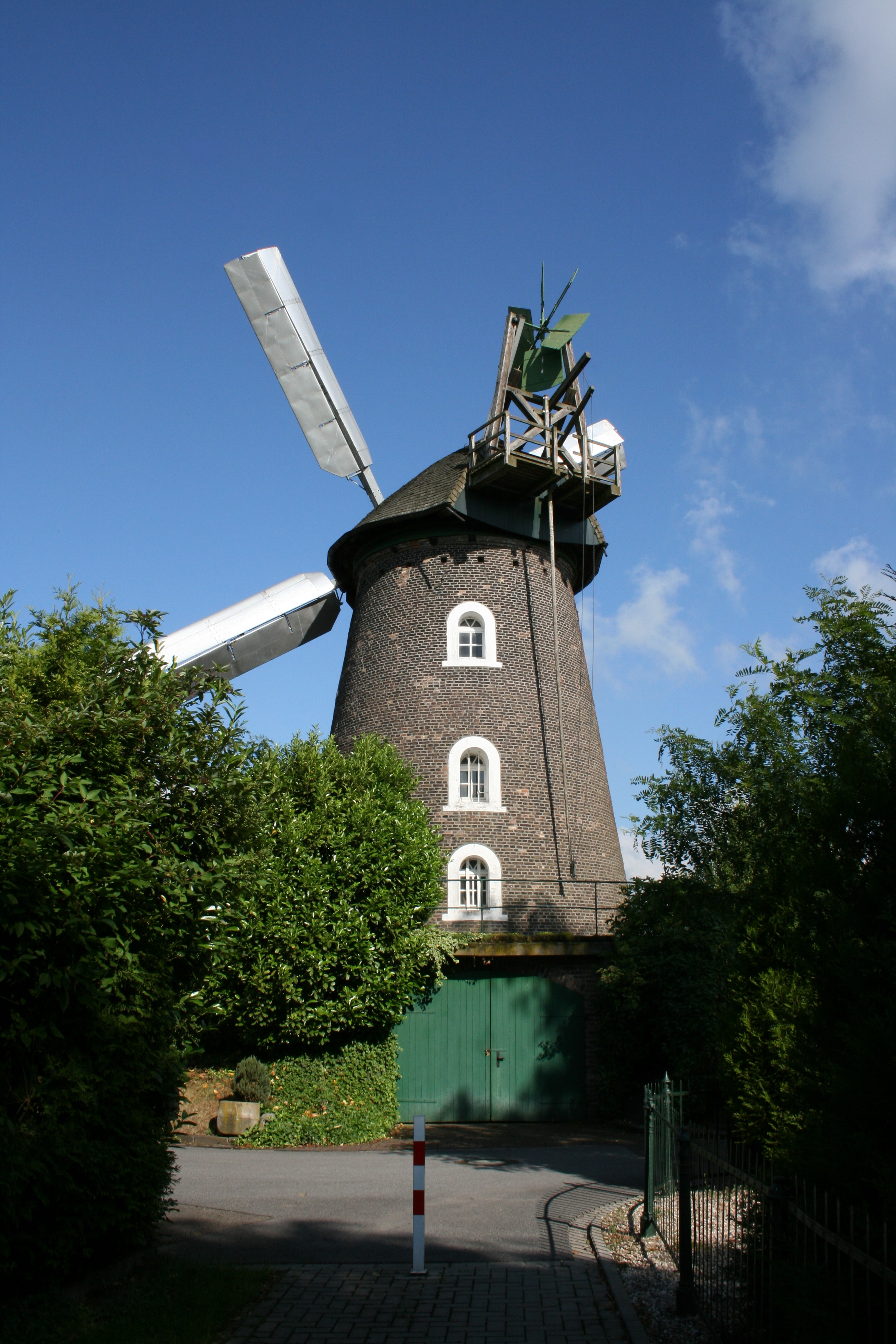
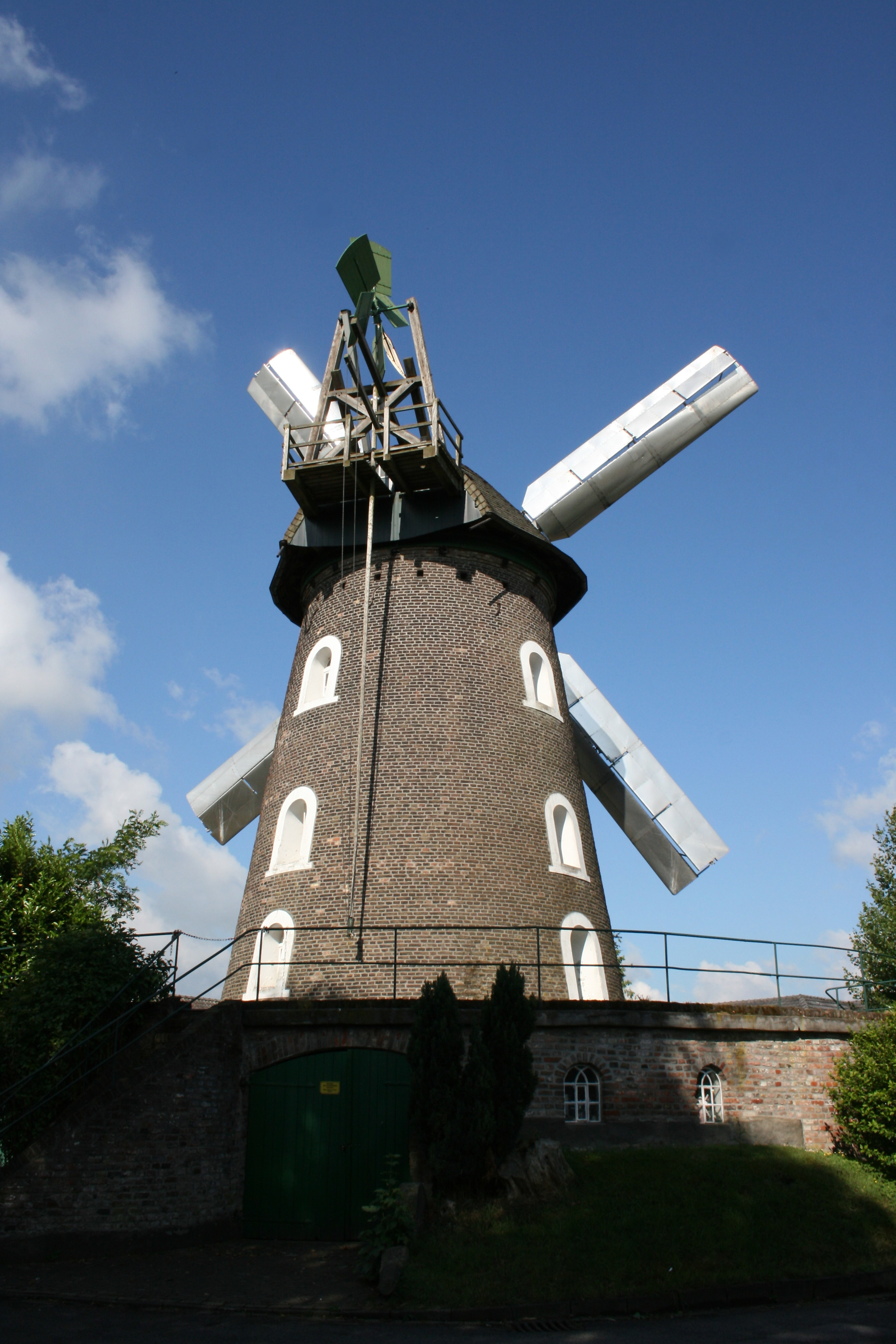
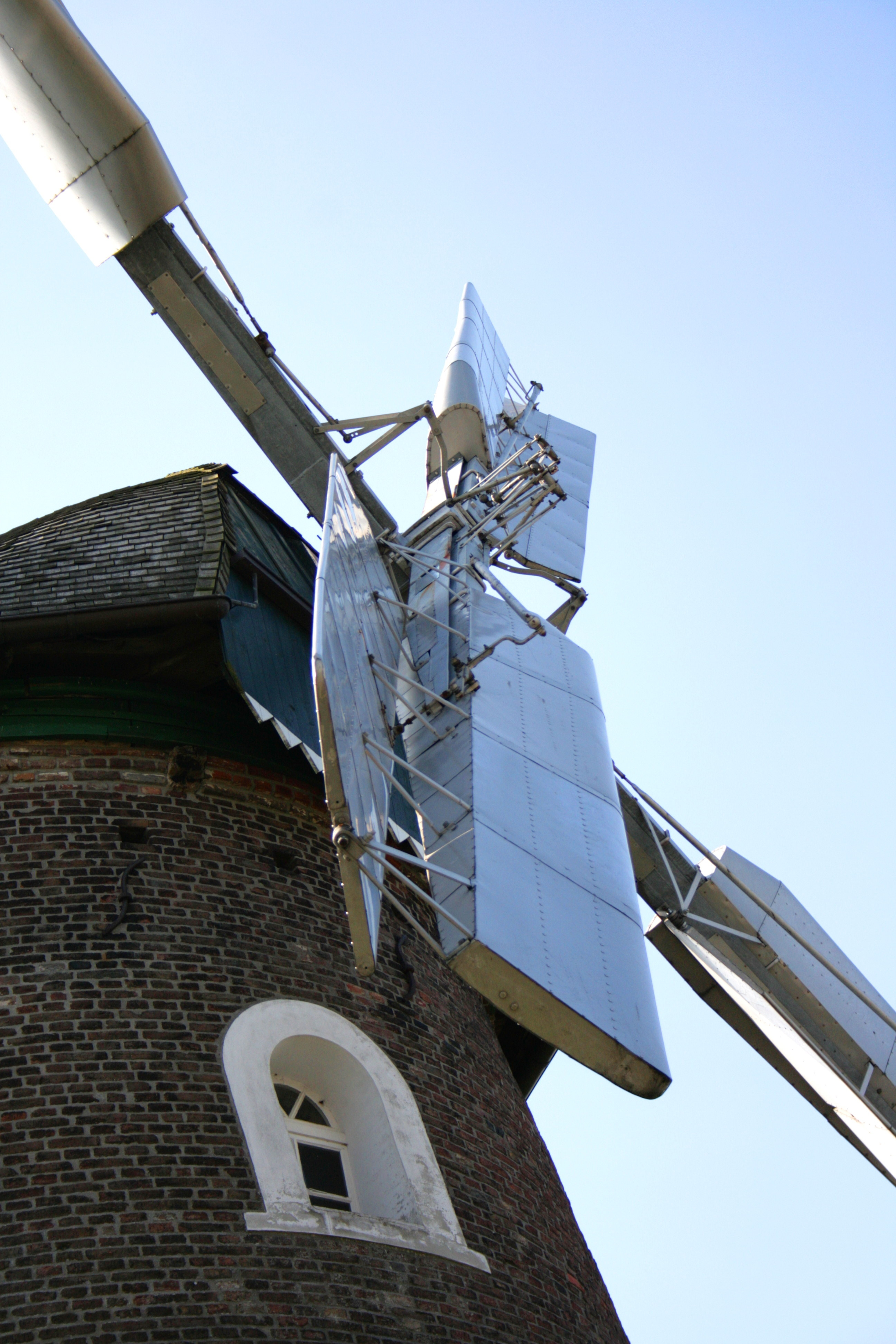
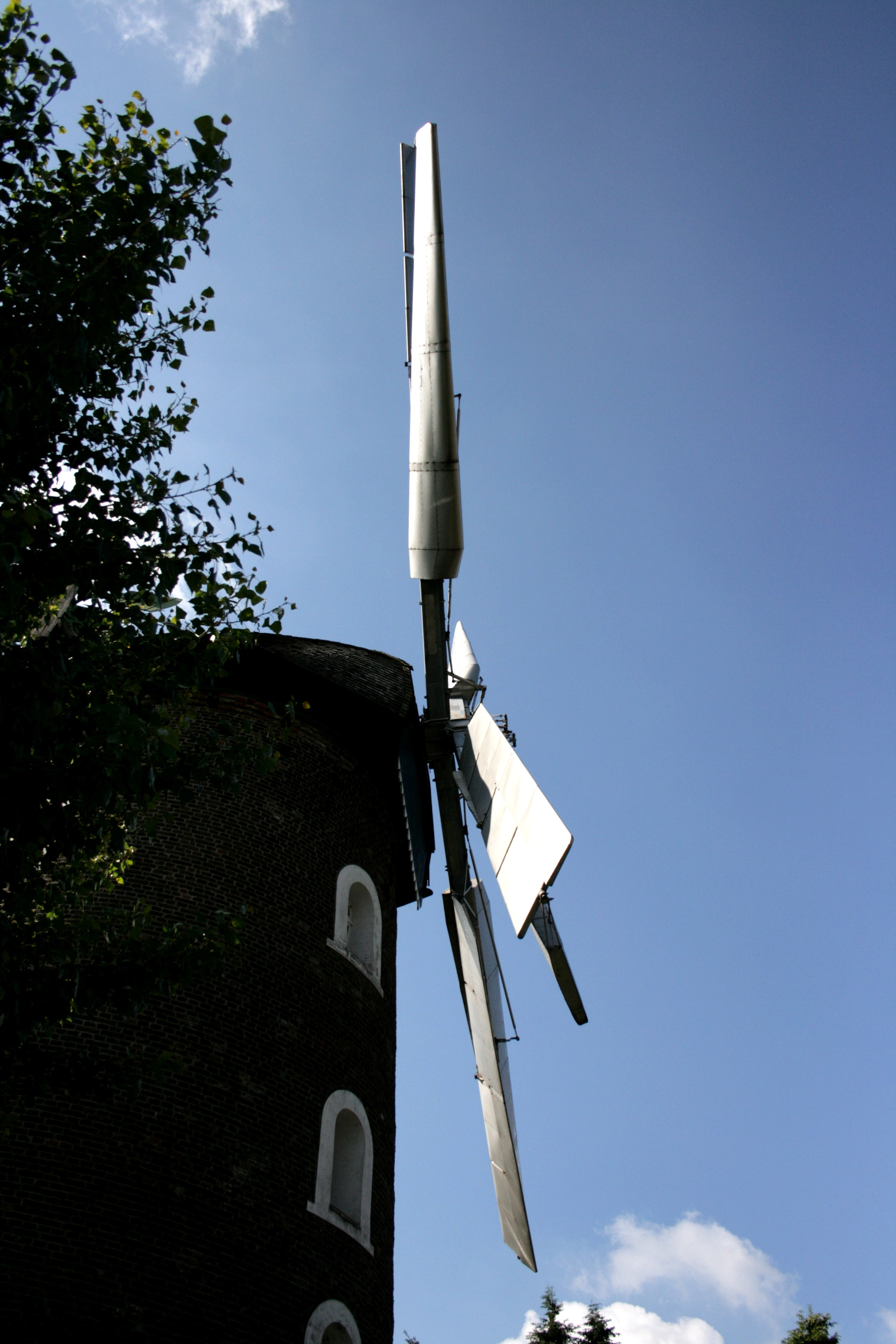